# 창

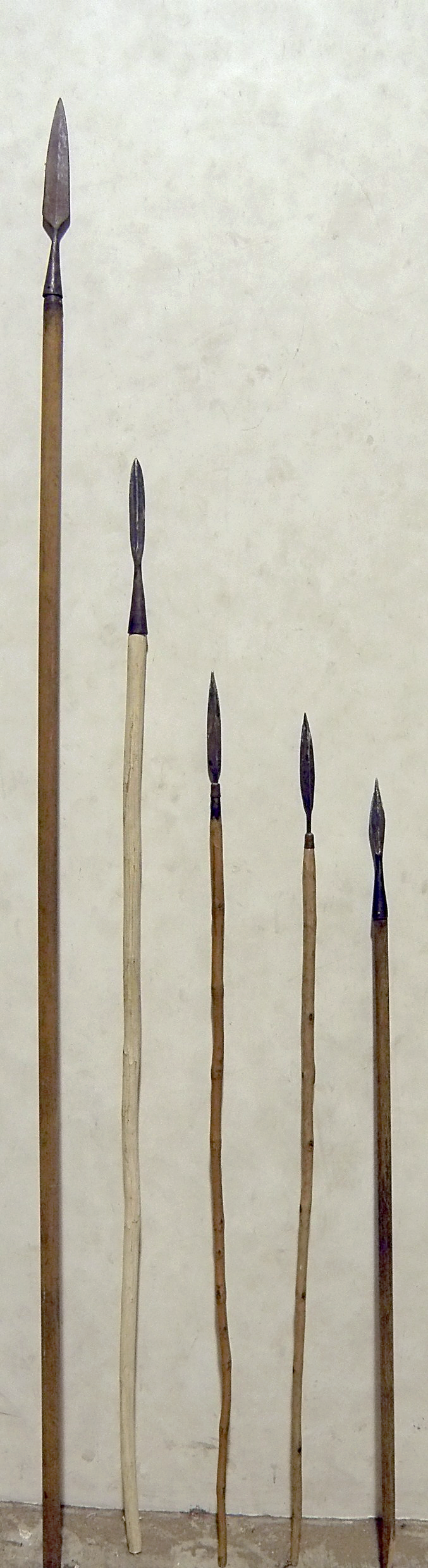

창(槍, Spear)은 긴 자루 끝에 금속으로 된 촉이 달려 있는 무기이다. 또한 창은 주로 사냥과 전쟁에 사용되었다. 그리고 창두는 여러 가지 형태로 제작될 수 있는데, 대나무를 뾰족하게 깎아서 만들 수도 있고 금속을 날카롭게 갈아서 끼울 수도 있다. 가장 일반적인 디자인은 마치 단검 모양의 금속제 창날을 만들어 창대 끝에 끼우는 것이다.
또한 창은 논란의 여지 없이 청동기시대부터 화약의 발명 전까지 가장 많이 쓰이던 무기였다. 이 무기는 랜스, 할버드, 나기나타, 파이크 등의 조상이다. 인류의 조상들은 이 무기를 사냥과 낚시 등에 사용했고, 이 위대한 무기의 영향력은 현대의 보병들이 사용하는 총검에서도 엿볼 수 있다. 독일의 하노버 남서쪽 쇠닝겐에 있는 탄광에서 40만 년 전 것으로 보이는 세 개의 창촉이 발견되었다. 이 창촉 중 가장 긴 것은 길이가 2,3미터나 된다. 현대의 투창과 비슷한 모습으로 보아 찌르기보다는 던지는 용도로 사용된 하듯하다.
그리고 창은 근거리 무기와 원거리 무기 양쪽으로 쓰일 수 있다. 또한 창은 찌르는 데 중점을 둔 창은 무겁고 둔중하게 제작되었다. 던지는 데 중점을 둔 창은 반대의 목적을 가지고 설계되었다. 역사적으로 가장 유명한 투창은 고대 그리스의 재블린과 로마의 필룸이다.

## 유용성
세계적으로 공통된 개인용 무기인 창의 장점은 범용성, 비용 대 효과, 사용의 편리함과 파괴적 위력이다.
창은 가장 유용하게 쓰일 당시의 다른 무기들보다 훨씬 가격이 저렴했다. 산업시대 전까지의 사회에서 금속은 매우 비싼 물질이었고, 창은 창두만 금속으로 제작하면 되기 때문에 굉장히 저렴했다. 검 한 자루를 만드는 데 쓰이는 철로 창두 2-3개를 만들 수 있었다. 창은 더 적은 금속을 사용하기도 했지만, 금속의 질이 나빠도 상관 없었다. 그리고 제작 기간도 짧았고, 제작 기술도 그다지 필요하지 않았다. 하지만 창은 다른 무기와 거의 동등한, 어쩌면 더 뛰어난 위력을 자랑했다.
창은 상대적으로 사용하기 쉬운 무기이다. 다른 무기들보다 배우기도 쉬웠고 얻기도 쉬웠다. 현대의 실험에 의하면 무기를 한 번도 사용하지 않은 민간인일지라도 몇 주만 파트타임 훈련을 받으면 방패의 벽을 형성하고 창을 정확한 자세로 이용할 수 있었다.
그리고 창은 다른 무기들보다 더 먼 거리에서 공격이 가능했기 때문에 전투에서 유리했다. 특히 숙련자의 손에 들어갈 경우 빠르고 치명적인 무기가 되었다.
많은 사람들이 생각하는 것과는 달리, 창을 쓸 때는 한 손으로 창을 잡고 반대편 손으로 쭉 찌름과 동시에 창을 잡던 손의 힘을 슬며시 빼서 "미끄러지듯이" 뒤로 뺀다. 즉, 두 손으로 만든 터널을 창이 스치듯이 뚫고 지나간다고 생각하면 좋다.

## 상징
단순히 무기의 차원을 넘어서, 창은 권력의 상징이 되기도 했다. 고대 그리스에서는 적에게 투항할 때 "창의 문"을 들어가야 했다. 켈트 인들은 상징적으로 죽은 자의 창을 파괴했는데, 다른 사람이 그 창을 사용하는 것을 막기 위해서였다.
리비우스는 "로마인이나 그들의 적들은 포로들에게 '창의 문'을 지나가게 하여 그들을 겁먹이고 굴욕을 주는 풍습이 있었다" 라고 기록했다. 이 사실은 창이 단순한 무기의 경지를 넘어 힘을 상징한다는 것을 암시한다. 초기 로마 군대에서 하스타티와 프린키페스가 1열, 2열에서 재블린으로 싸우는 동안, 3열에서는 트리알리가 긴 창으로 싸웠다.
오딘의 창인 궁니르는 세계수 이그드라실로 만들어졌고, 카이론은 펠레우스가 테티스와 결혼할 때 결혼 선물로 물푸레나무 창을 주었다. 우연일지도 모르지만, 물푸레나무는 결이 곧아서 창으로 만들기 아주 적합한 재료였다.
또 그리스 신화에서 제우스의 번개는 상징적인 창의 신화적인 모습으로 해석할 수 있고, 아테나가 가지고 다니는 창은 아이기스 방패와 함께 제우스와의 연결 고리를 상징하는 것이기도 하다.
종교적으로 특별한 또 다른 창은 운명의 창인데, 이 유물은 아주 신비한 힘을 가지고 있는 것으로 믿어진다.
황금가지에서 제임스 조지 프레이저 경은 아트루리아 인의 전설에서 창은 남성의 다산을 상징했고, 성배는 여성의 다산을 상징했다고 기술했다.
서양사에서 중요 비중을 차지하는 성창도 있다

## 종류

### 투척하지 않는 창
- 랜스
- 파르티잔
- 파이크
- 사리사
- 야리
- 치도

### 투척용 창
- 작살
- 재블린
- 필룸
- 모(矛)
- 펠타

## 유명한 창
- 운명의 창, 그리스도의 옆구리를 꿰뚫었다.
- 궁니르, 북구 신화에서 가장 유명한 신인 오딘의 창.
- 아메노누호코, 일본의 창조신인 이자나기와 이자나미의 창.
- 루흐의 창, 혹은 루인의 창. 아일랜드 신화의 신 루흐의 이름을 본따 만들어졌다.
- 가 불가, 혹은 게이볼그, 아일랜드 신화의 영웅 쿠 훌린의 창.
- 트리슈라, 힌두교의 신 시바의 창.
- 바사비 샤크티, 마하바라타의 영웅 카르나가 인드라로부터 받은 필살일격의 신창
- 트리아이나, 그리스 신화의 해신 포세이돈의 창
- 롱고미니아드, 아서 왕 전설의 주인공 아서 왕의 창
- 장팔사모, 중국 삼국시대의 장수 '장비 (익덕)'의 창.

## 창병
창병(槍兵)은 창을 개인화기로 하여 전투하는 병과와 거기에 소속된 병사이다. 총포의 발달과 함께 창이 무기로서의 수단을 상실하게 되어 사라지게 되었다. 창병이 존재하던 시절 창병은 보병에 속하였다.

## 같이 보기
- 발사체